# Steal Nouvel FC
El Steal Nouvel FC es un equipo de fútbol de Comoras que juega en la Primera División de las Comoras, la liga de fútbol más importante del país.

## Historia
Fue fundado en el año 1967 en la ciudad de Sima y es el equipo más importante de la ciudad, aunque nunca ha sido campeón de la máxima categoría, han llegado a la fase final del torneo nacional en 2 ocasiones, siendo su mejor ubicación un subcampeonato en la temporada 2008/09.
Ha sido campeón de la zona regional en 2 ocasiones y han sido campeones de copa en 1 ocasión como sus logros más importantes.
A nivel internacional participaron en la primera edición de la Copa de Clubes de la UAFA, una versión modificada de la anterior Liga de Campeones Árabe, en la cual fueron eliminados en la primera ronda por el CR Belouizdad de Argelia.

## Palmarés
- Liga Regional de Anjouan: 2

2009, 2011
- Copa de las Comoras: 1

2012

## Participación en competiciones de la UAFA
- Copa de Clubes de la UAFA: 1 aparición

2012/13 - Primera ronda